# Strumigenys rofocala
Strumigenys rofocala (лат.) — вид мелких земляных муравьёв из подсемейства мирмицины (Myrmicinae).Юго-Восточная Азия: остров Борнео (Саравак, Сабах, Малайзия; Индонезия; Бруней).
Мелкие муравьи (около 2 мм) с сердцевидной головой, расширенной кзади. Головной дорзум с 4 отстоящими волосками у затылочного края. Обладают длинными жвалами с двумя апикальными шиповидными зубцами и одним преапикальным. Основная окраска тела желтовато-коричневая. Усики 6-члениковые. Заднегрудка угловатая.
Метаплеврон и бока проподеума гладкие. Сходен с представителями видового комплекса S. rofocala-complex. Отличается от близкого вида Strumigenys uichancoi наличием отстоящих волосков головного дорзума. Апикоскробальные волоски отсутствуют, или не отличаются от предшествующих волосков головы.
Стебелёк между грудкой и брюшком состоит из двух члеников: петиолюса и постпетиолюса (последний четко отделен от брюшка), жало развито, куколки голые (без кокона). Предположительно, как и другие виды рода, специализированные охотники на коллембол. Вид был впервые описан в 2000 году английским мирмекологом Барри Болтоном (Лондон, Великобритания).